# Remijia tenuiflora
Remijia tenuiflora är en måreväxtart som beskrevs av George Bentham. Remijia tenuiflora ingår i släktet Remijia och familjen måreväxter. Inga underarter finns listade i Catalogue of Life.